# کوه‌های یانلیزچام
کوه‌های یانلیزچام (به لاتین: Yalnızçam Mountains) (به گرجی: არსიანის ქედი) یک رشته‌کوه در گرجستان و ترکیه است که در استان آرتوین واقع شده‌است. کوه‌های یانلیزچام ۳٬۰۲۶ متر بالاتر از سطح دریا واقع شده‌است.